# Idiops parvus
Espèce
Idiops parvus est une espèce d'araignées mygalomorphes de la famille des Idiopidae.

## Distribution
Cette espèce est endémique de l'État-Libre en Afrique du Sud,.

## Publication originale
- Hewitt, 1915 : Descriptions of new South African Arachnida. Record of the Albany Museum, vol. 3, p. 70-106.